# Wishful Sinful
„Wishful Sinful“ je píseň skupiny The Doors, jejímž autorem je Robby Krieger. Vyšla v březnu 1969 jako singl k albu The Soft Parade, na samotném albu pak byla osmá v pořadí. Na B-straně singlu je píseň „Who Scared You?“, což je jedna ze tří B-stran Doors, která se později neobjevily na albu.
V hudebním žebříčku Billboard se skladba v roce 1969 vyšplhala na 44. místo.